# خواكين كاسترو
خواكين كاسترو (بالإنجليزية: Joaquín Castro)‏ (و. 1974 – م) هو سياسي، ومحامي، من الولايات المتحدة الأمريكية، ولد في سان أنطونيو، تكساس، هو عضوٌ في الحزب الديمقراطي الأمريكي.

## مناصب
تولى منصب عضو مجلس النواب الأمريكي، وعضو مجلس النواب تكساس.

## التعليم
تعلم في جامعة ستانفورد، وكلية هارفارد للحقوق.